# Jan Jeleński (dziennikarz)
Jan Jeleński (ur. 3 maja 1845 w Łagiewnikach, zm. 13 kwietnia 1909 w Warszawie) – polski publicysta i dziennikarz, założyciel antysemickiego tygodnika Rola, antysemita.

## Życiorys
Absolwent Gimnazjum Klasycznego w Kielcach Od 1882 roku wydawał w Warszawie tygodnik konserwatywno-klerykalny „Rola”, pozostający w opozycji do współczesnych wydawnictw i krytykowany przez nie. Na łamach gazety bronił wartości polskich i kościoła rzymsko-katolickiego. Początkowo był jedynym autorem tekstów w gazecie.
Wielokrotnie atakował w swoich artykułach polskich protestantów (w tym późniejszego biskupa kościoła luterańskiego, Juliusza Burschego).
Jeden z czołowych przedstawicieli klerykalnego antysemityzmu w Królestwie Polskim.
Jeleński oprócz pisma, pod pseudonimem Janek Mrówka, wydawał też broszury dla chłopów, m.in. Narada z Kubą, jak by sobie radzić bez Żydów.
Jego synem był pisarz Szczepan Jeleński (1881–1945).